# Edith Hayllar

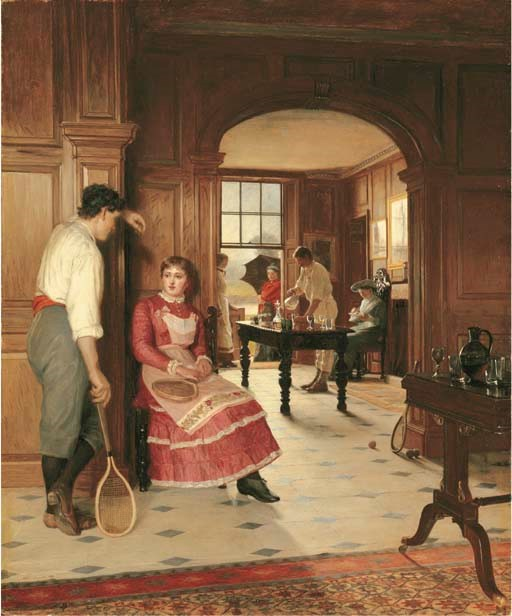
"A Summer Shower", obra d'Edith Hayllar (1833), exposada a la Royal Academy

Edith Hayllar (Wallingford, 1860 – Sutton Courteny, 1948) és una pintora especialitzada en pintura de gènere (és a dir representació pictòrica d'escenes o esdeveniments de la vida quotidiana) de l'època Victoriana.

## Biografia
Edith Hayllar és la segona filla major de la família del pintor James Hayllar i Edith Phoebe Cavell. El matrimoni va tenir nou fills, quatre homes i cinc femelles; quatre d'ells, quatre de les dones en concret, Jessica, Edith, Kate i Mary, van arribar a ser grans talents de la pintura.
Tant Edith com les seves germanes, Jessica, Mary i Kate, van aprendre del seu pare i mestre, el pintor victorià especialitzat en pintura de gènere, James Hayllar, qui fou un pintor reconegut i popular en la seva època. És considerada com la millor pintora de les quatre germanes. Com el seu pare i les seves tres germanes, Edith, que va arribar a compartir èxit amb la seva germana major Jessica, va pintar escenes d'activitats quotidianes, incloent jocs de nens, passejos en vaixell i tennis, i reunions de te en encantadores vesprades angleses.
L'educació rebuda a casa i del seu pare, no només es va centrar a la pintura, si no que va abastar dibuix, modelatge, gravat i gravat a mitja tinta. Estudiaven les diferents tècniques de manera disciplinada, tots els dies de deu a quatre, la qual cosa va fer que totes elles dominessin la proporció i la perspectiva. Però aquest règim estricte d'educació artística es combinava amb la pràctica d'activitats a l'aire lliure com a esports diversos o la mateixa jardineria. Això els portava a pintar també a l'aire lliure amb certa freqüència i fins i tot a compartir models o ser part de la temàtica d'uns i dels altres artistes de la família.
Edith era especialista en escenes de relaxació després dels esports del dia, d'una manera molt realista servint com a document de la vida victoriana de classe mitjana alta en l'oci.
La primera exposició d'Edith la va realitzar en la Royal Society of British Artists a Londres en 1881, i a l'any següent va exposar en la Royal Academy of Arts. També va exposar treballs en l'institut de pintors a l'oli i la galeria de Dudley. Entre 1880 i 1890 tant Edith com el seu pare i unes altres de les seves germanes, van exposar almenys una obra en la Royal Academy.
En 1900 va contreure matrimoni amb un reverend, Bruce MacKay, i es va traslladar a Sutton Courteney poc després, on continuaria vivint fins a la seva mort.
Edith va deixar de pintar després del seu matrimoni, estant fins i tot el seu talent artístic ocult per als membres de la seva família.
El ràpid naixement dels seus fills i l'allunyar-se de la seva anterior residència, Castle Priory, van ser els causants de la seva retirada del món de la pintura.